# ملاك آلي
ملاك آلي هي رواية كتبها كاساندرا كلير. وهي أول رواية في ثلاثية الأجهزة الجهنمية. تتلقي تيسا جراي تذكرة سفر إلى لندن من أخيها ناثانيل بعد وفاة خالتها. تتعرض تيسا للاختطاف وسوء المعاملة على أيدي الأختان القاسيتان (السيدة بلاك والسيدة دارك) اللتان تعرفان باسم «أخوات الظلام»، وتظل تيسا على هذا الحال إلى أن ينقذها مجموعة من البشر يشار إليهم بصائدي الظلال. بقية الكتاب يدور حول حياتها مع هؤلاء الناس الغرباء والعالم الجديد الذي ستتعرف عليه.
أصبح الكتاب ضمن الكتب الأكثر مبيعًا في قائمة نيويورك تايمز لأكثر الكتب مبيعًا، ليحتل الصدارة في قائمة نيويورك تايمز لأكثر الكتب مبيعا للأطفال.
كما يحتوي الكتاب على العديد من المقتبسات مشيرة إلى قطع شهيرة من الأدب الفيكتوري، على سبيل المثال، كتاب أوسكار وايلد أهمية الجدية، كتاب تشارلز ديكينز قصة مدينتين، وأعمال صامويل تايلور كولريدج، وألفريد تينيسون.

## ملخص
عندما تعبر تيسا جراي ذات الستة عشر ربيعاً المحيط من نيويورك إلى لندن لتعثر على أخيها في عهد الملكة فيكتوريا، يكون بانتظارها شيء مرعب في العالم العلوي من لندن، حيث مصاصي الدماء، والمشعوذين وغيرهم من الأقوام الخارقة للطبيعة الذين يتسللون خلسة في الشوارع المضاءة بقناديل الغاز. فقط صائدي الظلال، محاربين من النفليم يتفانوا للحفاظ على العالم من الشياطين، والحفاظ على نظامه وسط كل هذة الفوضى.
تتعرض تيسا للاختطاف بواسطة أختا الظلام الغامضتين واللتان تكونان عضوتين في منظمة سرية تسمى بنادي الفوضى. سرعان ما تدرك تيسا أنها من العالم السفلي وتمتلك قدرة نادرة: القدرة على التحول إلى أي شخص آخر بإرادتها.الأكثر من ذلك هو الماجستير -ذو الشخصية الغامضة الذي يدير النادي- الذي لن يتوقف حتى يجعل قوة تيسا الخارفة ملكاً له ولو عن طريق الزواج منها.
وحيدة ومطاردة، تحتمي تيسا في مؤسسة صائدي الظلال بلندن الذين وعدوها أن يجدوا أخيها إذا استخدمت قوتها لمساعدتهم. تجد تيسا نفسها مفتونة وممزفة بين اثنان من أعز الأصدقاء: جيم الذي يخفي سرًا عظيمًا خلف جماله الرقيق، وبين ويل صاحب العينين الزرقاوين الذي يمتلك ذكاءًا لاذع ومزاجًا متقلبًا يُبقي جميع الناس على مسافة منه.. جميعهم عدا تيسا. تدرك تيسا بعدما جذبهم بحثهم عميقًا إلى جوهر المؤامرة الغامضة التي تهدد بتدمير نسل صائدي الظلال جميعًا أنها من الممكن ان تتعرض للاختيار بين إنقاذ أخيها أو مساعدة النفليم لإنقاذ العالم... وأن الحب من الممكن أن يكون أخطر أنواع السحر على الإطلاق.

## سير الأحداث
لندن، نيسان / أبريل عام 1878. صائدوا الظلال ويليام هيروندايل وجيم كارستايرز يعثران على جثة إيما بايليس البالغة من العمر أربعة عشر عامًا في إحدى الأزقة. كما يجدوا أيضًا خنجر من المحتمل أن يكون أداة الجريمة في الغالب مطبوع عليه ثعبانين ثعبانين يلتهما ذيلهما. (رمز الأوروبوروس)
لندن أيار\مايو: تيسا جراي تصل إلى مرسى السفن الرئيسي متوقعة أن تجد أخيها ناثانيل ينتظرها. كانت تعيش تيسا قبل ذلك في نيويورك مع خالتها هارييت التي وافتها المنية حديثًا، فطلب منها أخيها أن تأتي للعيش معه في لندن. لكن تيسا تقابل أختا الظلام (السيدة دارك والسيدة بلاك) بدلًا من أخيها في الميناء موصلين إليها خطاب أخيها الذي يعتذر عن قدومه بسبب العمل وأن الأختان ستوصلانها إليه. فتقرر تيسا الذهاب معهما.
لمدة ستة أسابيع : ظلت تيسا سجينة أختا الظلام.
كانوا يدرونها علي التحول وهو عملية تأخذ فيها تيسا شكل شخصًا آخر حيًا أو ميتًا عن طريق المسك بشيئًا ما يخصهم. تصبح تيسا إيما بايليس هذه المرة وتشعر بآخر لحظاتها في الحياة. يهنأها الأختان ويخبراها إنها الآن مخطوبة إلي شخصًا غامصًا يعرف فقط بالماجستير. تصطحب الخادمة ميراندا تيسا إلي غرفتها حيث تتصرف بغرابة بعدما تخبطها تيسا في رأسها. ثم تحاول الهروب ولكن يجدها سائق أختا الظلام.يربط أختا الظلام تيسا إلي السرير ويهدداها بإيذاء أخيها إن لم تتزوج الماجستير. بعدما يغادران تتحول تيسا إلي إيما بايليس لتهرب من الأصفاد. ثم يأتي ويل الذي كان يتتبع إيما. تعتقد تيسا خطًا إنه السيدة دارك وتقذف عليه إبريق وتؤذي يده. ثم يحظيان بتعارف ضعيف ويسبها ويل مقارنًا نفسه إلي السيد جالهاد ويقتبس الشعر.
بعد ذلك يساعدها في الهرب من غرفتها لمرة ثانية. يجد ويل بابًا في استعجال ويدخلان من خلاله ليجدا نفسهما في سجن كبير ملئ بأجساد وقطع ميكانيكية. بعدما كسرت الباب تخاطب السيدة بلاك ويل كصائد ظلال وينشأ قتال بينهما بمجئ صائد ظلال دون أسم ورجل آخر يدعي هينري الذي تعضه تيسا دفاعًا عن نفسها. في تلك الفوضي تُقطع رأس السيدة بلاك، وتهرب السيدة دارك التي لاحقًا يتضح أنها شيطان طيفي. تنهار الغرفة ويغمي علي تيسا.
تستيقظ تيسا في المعهد وتجد الأخ إينوك، وهو أخ صامت يفحصها. يخبرها بأنها من العالم السفلي ومتحولة. تقابل تيسا سكان المعهد. وفي الصباح التالي تأخذ جاسمين تيسا للتبضع بينما يبحث كلًا من تشارلوت وهينري علي أخ تيسا ويفحص ويل وجيم منزل الأختين. يجدان رجل آلي مغطي بجلد إنسان. ويُكشف مصاص دماء يدعي دي كوينسي بكونه الماجستير. لاحقًا تأتي مصاصة دماء أخرى تدعي كاميل بيلكورت إلي المعهد وتخبرهم جميعًا أن دي كوينسي يقيم حفلات يعذب ويقتل فيها البشر علي سبيل المتعة. وهذا بالطبع خرقًا للقانون.إذا استطاع صائدي الظلال رؤيته وهو يخرق القانون في إحدي حفلاته يمكنهم مهاجمته. تعترف كاميل أن سبب زيارتها هو رؤية تيسا. حيث إن تيسا أصبحت حديث سكان العالم السفلي. وتخبرهم إن أخ تيسا يمكن أن يكون عند دي كوينسي. يقرر تيسا وويل أ، الطريقة الوحيدة لحضور الحفلة بدون إزعاج تيسا هي أن تتنكر ككاميل ويتنكر ويل كشريكها البشري. تخبرهم كامليل أن حبيبها المشعوذ ماجنس بيان سيحضر الحفل لمساعدتهم.
في الحفل يعلم ماجنس كلًا من ويل وتيسا ببعض خطط الشياطين الآليين الذي وجدها في المكتبة، ولكنهم يرغموا علي الانضمام إلي مصاصي الدماء الآخرين في غرفة أخرى قبلما تتاح لهم الفرصة في مناقشة الموضوع. الغرفة مجهزة لاستضافة إحدي «استعراضات» دي كوينسي، ولكن عندما يتضح إن الإنسان هو نات، تفضح تيسا تمويهها لإنقاذ أخيها. يستدعي ويل صائدي الظلال الآخرين ويقومون بمحاربة وقتل مصاصي الدماء. قام ويل بمواجهة دي كينسي عندما هاجم كاميل\تيسا وعضه ساخرًا منه وسأل مصاص الدماء ما هو شعور ان تكون المتأذي هذه المرة. استطاع دي كوينسي الهرب غاضبًا، وابتلع ويل بعض من دماء مصاص الدماء بالخطأ بسبب العضة. استطاعوا أيضًا إنقاذ ويل واحضاره الي المؤسسة. وفي المعهد، تشارك ويل وتيسا لحظة عاطفية عندما احضرت تيسا لويل مياه مقدسة ليطهر جسمه من دماء مصاص الدماء، ولكنه قاطع قبلتهم بشكل مفاجيء وقام بابعاد تيسا. قام جيم-علي غير دراية بتلك الاحداث- باصطحاب تيسا إلي مكانه المفضل في لندن لاسعادها وهناك هاجمهم افراد من جيش الماجستير الآليين. استطاعوا الهروب إلي المعهد ولكن جيم انهار قبل ان يقتح الباب. استطاعت تيسا تحذير صائدي الظلال بالداخل ولكن ليس قبل أن قام أحد الآليين بتلطيخ يده بدماء جيم ولوح يده بطريقة غير لائقة ثم تراجع.
 لاحقًا يتم استدعاء تيسا الي غرفة جيم وهناك يشرح لها سبب انهياره حينها. عندما كان يعيش في الصين، قام شيطان أعظم باقتحام منزله وتعذيب جيم أمام والديه وذلك انتقاما من والدته التي قامت بمهاجمة وكر هذا الشيطان وقتل أطفاله. قام بتعذيبه عن طريق اعطاءه مخدر بشكل مستمر مما جعله يهلوس لأيام عديدة ولكن تم العثور عليه بواسطة صياد ظلال ولكن والديه كانوا قد قُتلوا. اعترف جيم بأنه أصبح مدمن لهذا المخدر وأن عليه ان يتعاطاه يوميًا. هذا المخدر يحول لون بشرته وشعره وعينيه إلي لون فضي باهت ولكن بدونه يتوقف جسده عن العمل. السبب في انهيار جيم كان انه لم يكن قد تناوله عندما كان مع تيسا، كما أخبر تيسا إن هذا المخدر يقتله. عندما سألته تيسا لما لا يمكنك ببساطة ترك تلك المهنة الخطرة حينها أخبرها أن «الحياة لا تقتصرعلي مجرد النجاة من الموت.» في اليوم التالي، غادر معظم صائدوا الظلال لقتل دي كوينسي في مخبأه في تشيلسي. مورتماين، البشري الذي أخبرصائدوا الظلال عن مكان دي كوينسي، يعود إلي المعهد مع جيش الآليين وباستخدام دم جيم من يد الآلي، استطاع الدخول وكشف عن نفسه بإنه الماجستير الحقيقي كما كشف نات عن هويته كشريك مورتماين. بينما كان توماس يحاول محاربة الآلي، هرب كلًا من تيسا وصوفي ولحقت بهم ياسمين لاحقًا في المعبد ولكن مورتماين استطاع خداع جاسمين وجعلها تفتح الباب. قبلت تيسا الزواج من مورتماين لتنقذ حياة صوفي وياسمين. مورتماين - معتقدًا انه قد فاز- وافق ولكن عندما خرج الجيش من الغرفة، طعنت تيسا نفسها ووقعت في النافورة.
رجع ويل حين أدرك أنه قد تم خداعه هو وجيم وترك جيم يقود عربة بحصان واحد مما أبطئه. وصل ويل في التوقيت المناسب ليشهد موت توماس بعد أن شكره علي كل شيء فعله وبعد ذلك ذهب ويل ليبحث عن تيسا والآخرين. بعدما وصل جيم جري مباشرة اتجاه ناثانيال ورجاله الآليين الاربعة. اثنين منهم كانوا ممسكين بجاسمين وصوفي، وواحدًا منهم كان ممسكًا بصندوق. هذا الصندوق يحمل الطاقة الشيطانية المطلوبة لأحياء الآليين. نات يأمر جيشه بقتل جيم ولكن جيم يتمكن من محاربـتهم ولكن ناثانيال يتمكن من الهرب ومعه الصندوق.
ويل يجد تيسا واخيرا يسمح لنفسه بأن ينهار ويحزن علي موتها. بعد ذلك تستيقظ تيسا بين ذراعيه وتكشف له انها قامت بخداع الماجيستير وجعلته يعتقد انها قد توفت وذلك عن طريق التغيير، فقط قبل دقائق من ادعائها بطعن نفسها قامت بالتغيير الي احدي ضحايا اطلاق النار التي كانت قد غيرت اليها من قبل مع اخوات الظلام مما يعني ان دم المرأة كان ينساب فوق صدر تيسا مما جعل الأمر يبدو انها تأذت، في نفس الوقت عاد صائدوا الظلام الاخرون بعد ان قاموا بقتل دي كوينسي الذي سخر منهم من قبل لانهم ظنوا انه هو الماجيستر، بعد دفن توماس والاخرين تقوم تيسا بشكر تشارلوت لحسن ضيافتها. وتفترض بالطبع انه سيتم طردها، ولكن بدلا من ذلك تطلب منها تشارلوت ان تبقي فوافقت تيسا بالطبع. بعد ذلك تذهب تيسا إلي ويل وتخبره انها تريد علاقة جادة بعد ما اعترف بمشاعره لها في المعبد، ولكنه بكل قسوة يرفض قائلا انه لن يقيم أي علاقات، وأشار إلي انه بسبب كونها مشعوذة فهي لن تستطيع ان تنجب أطفال. وقعت هذه الكلمات علي تيسا كوقع الصاعقة فهي لم تسمع هذا الكلام هذا الكلام منه من قبل ثم تركض هاربة من امام ويل. جيم يجد تيسا ويحاول طمأنتها ويقول لها انه برغم شعورها الحالي بأنها غير محبوبة لأنها ليست من البشر، فأن الرجل المناسب لن يبالي أو يكترث بذلك، في محاولة بأخبارها بمشاعره بطريقة غير واضحة (مع العلم ان جيم لا يعلم بالعلاقة الرومانسية المعقدة بين تيسا وويل) تيسا بكل امتننان تقبل مواساة جيم لها ولكنها غير مدركة تمامًا بالصدق الذي يحيط بكلماته. وتنتهي القصة بويل الحزين الذي يتجهه إلي منزل ماجنس باين ويطلب منه المساعدة.

## الفصول
- الفاتحة: لندن، أبريل 1878، وساوثأمبتون مايو 1878
- البيت المظلم
- جهنم باردة
- المعهد
- نحن ظلال
- مخطوطة صائدوا الظلال
- أرض غريبة
- الفتاة الآلية
- كاميل
- ممثلي الكلايف
- الملوك والأمراء الشاحبين
- فقط القليل هم الملائكة
- دماء وماء
- شيء مظلم
- جسربلاكفراريس
- بلاد غريبة
- تعويذة الربط
- لينزل الظلام
- ثلاثون قطعة ذهبية
- بوديكا
- تعجب فظيع
- الخاتمة

## الشخصيات

### الشخصيات الرئيسية
تيريزا «تيسا» جراي
تعبر تيسا الباغة من العمر 16 عامًا التي قضت حياتها كلها بنيو يورك المحيط الأطلنطي اتعيش مع أخيها ناثانيل في لندن، بعدما توفيت عمتها. توفي والديها في حادث عربة نقل عنما كانت تبلغ الثالثة من العمر. هي طويلة بعض الشيء لفتاة في عمرها: ولديها شعرًا بنيًا وعينان رماديتان زرقاوتان. تحب قراءة الكتب، والهروب إلي عالم الخيال. تحب اخاها أكثر من أي شيء في العالم ودائما تحاول حماية براءته .يقال عنها انها واحدة من سكان العالم السفلي مما يعني ان لديها القدرة علي تغيير شكلها، هي مشعوذة وهذا نوع من أنواع السكان السفليين ومع ذلك فهي لاتملك علامة مشعوذين مميزة. تشارك تيسا حبها للقراءة مع ويل هيرندايل.
ويليام «ويل» هيروندايل
 يمتلك ويليام شخصية نارية فهو ساخر بشكل كبير ويبدو عليه انه يري الحياة ممتعه وومأساوية في الوقت ذاته. وصف بأنه شبيه بالملائكة ذو عينان زرقاوان كلون السماء في الجحيم، شعره اسود ذو تجعيدات. أنت مه من البشر مما أدي الي مغادرة ابوه للكلايف وعالم الظلال بسبب حبه لها. تربي في مكان ما في وايلز، ولكنه ترك عائلته وذهب إلي معهد لندن وهو في سن الثانية عشر. يبلغ الآن السابعة عشر ولديه ماضيًا مظلمًا وعليه إخفائه وذلك لحماية هؤلاء الذين يحبهم. يستمتع ويل بالقمار وشرب الخمر والتقرب من النساء بقدر ما يستمتع بكل شئ، ولأن جايمز هو صديقه المقرب فعلي ما يبدو هو الوحيد الذي يهتم، هو يحب تيسا، دمرت حياته بعد أن قتل الشيطان ماراباس أخته إيلا ثم لعنه. ولديه اخت أصغر تدعي سيسيلي. 
جايمز «جيم» كارستايرز
ولد وتربي في معهد شنغهاي، نصفه إنجليزي، والآخر صيني، قتل الشيطان يونلو والديه عندما كان عمره أحدي عشر عامًا، ليس هذا وحسب بل عذبه الشيطان أمام والديه، وأعطاه مخدر شيطاني جعل منه مدمن، كما تسبب هذا المخدر في إضعافه وسحب الحياة منه، وظهرت هذة التأثيرات على مظهره الجسدى في شعره الفضي وعينيه الفضيتين وبشرته الشاحبة للغاية هيئته لضعيفه لنحيله يقال أيضًا أنه يمتلك جمال سماوي غير عادى بالإضافة إلى ذكائه وحكمته. يبلغ من العمر سبعة عشر عامًا، وئويل هو أقرب أصدقائه، ويحب تيسا.
جاسمين «جيسي» لافلايس
ترك والديها -مثل والدى ويل- الكلايف حتي يعيشوا حياة هادئة، لكنهم لقوا حتفهم أثر حريق، لذلك تم إحضارها لمعهد لندن كيتيمة، وهذا سبب كرهها لكل من يعيش هناك، وكل من له علاقة بالعالم السفلي بشكل عام. رغم أنها تستطيع المحاربة بشفرتها الحادة التي صنعها لها هينري هي تتمني أن تجد شخص يساعدها في الهرب من المعهد لتعيش حياة دنيوية عادية. تبلغ من العمر سبعة عشر عام. وصفت بجمالها وشغرها الأشقر، وعيناها البنيتين. كما وصفت تيسا عقلها أنه مزيج من المرارو والشوق.
تشارلوت برانويل
أدار والدي شارلوت المعهد قبلها، وبعد وفاتهم عينها القنصل وايلاند لتدير المعهد وهي في سن ال 18. تمتلك شعر بني قصير، وعينين ضيقتين بنيتين. بذلت تشارلوت قصاري جهدها لتعتني بصائدى الظلال الأيتام القاصرين الذين يعيشون تحت سقفها. وتدير المعهد دون مساعدة زوجها. تريد أن يحترمها اللآخرين، ولكن غالبًا ما لا يحترم سلطتها ممثلي الكلايف لأنها امرأة. فتحاول أن يسمعوها. 
هينري برانويل
لديه عيون شبه خضراء، وشعر برتقالي، وهو زوج تشارلوت، والمدير الحقيقي للمعهد. يتواجد دائمًا في مكتبه ليختبر، ويخترع أشياء جديدة تبوء معظمها بالفشل دائمًا، وهو أيضًا المسئول عن فحص الرجال الآليين، وإيجاد توقيع كوينسي عليهم. وهو دائمًا سارحًا في أفكاره.

### سكان العالم السفلي
أليكسي دي كوينسي
- النوع: مصاص دماء
- الجنس: ذكر: هو زعيم عشيرة مصاصي الدماء في لندن . أبلغت السيدة كاميل بيلكورت النفليم أنه يقتل البشر في حزبه، وهذا ضد القانون. في الماضي، قتل دى كوينسي أحد أحباء كميل لأنه كان مستذئب، كما اظهر أليكي مشاعر رومانسية تجاة كميل، ويقول ماجنس باين أن دي كوينسي اقترح عليه أن يكونا «أكثر من أصدقاء.»

السيدة كاميل بيلكورت
- النوع: مصاصة دماء
- الجنس: أنثي
- لون الشعر: أشقر
- لون العين: أخضر: هي مصاصة دماء بارونة، كانت حبيبة ماجنس باين عام 1878، وهي أيضا مخبرة لمعهد لندن. ونتيجة لقيام أليكسى دى كوينسى بقتل حبيبها المستذئب، قامت باخبار النيفلم إنه يرتكب جرائم قتل في حفلاته. والجدير بالذكر انها فعلت هكذا حتى تتسنى لها الفرصة لرؤية تيسا تتحول أمامها.

ماجنس باين
- النوع: مشعوذ
- الجنس: ذكر
- لون الشعر: أسود
- لون العين: ذهبي: ماجنس باين هو حبيب السيدة كاميل بيلكورت. تستغل تيسا قدرتها على التحول لكى تتنكر بشكل كاميل وتحضر الحفلة في منزل رئيس مصاصى الدماء بلندن أليكسى دي كوينسى مع ويل هيروندايل الذي يتظاهر بانه انسانها الأليف. اما ماجنس باين فيقوم بدور مرشدهم في المنزل مساعدًا النيفلم في كشف أن كوينسى اخترق القانون. بالإضافة إلى أن اثناء ذلك أُعجب بعيون ويل الزرقاء وشعره الاسود مع ادعاءه بإن هذا هو المزيج المفضل له وهذا بالفعل مايطابق مظهر أليك بعد ذلك بأكثرمن قرن.

السيدة بلاك
- النوع: مشعوذة
- الجنس: أنثي: «أختان الظلام» هو الاسم الذي أطلقته تيسا علي السيدة بلاك والسيدة دارك، الشقيقتان اللتان اختطفتهما لتعليمها التغيير، ويزعمون أنهم يبقون شقيقها نات سجينًا أيضًا، وهن يستخدمن ذلك لتحفيز تيسا. بعد ذلك يخططون لبيعها من اجل الزواج من «الماجستر» حتى يتدخل صائدي الظلال. تُقطع رأس السيدة بلاك، وبذلك يقتلها ويل بينما كان ينقذ تيسا من البيت المظلم.

السيدة دارك
- النوع: شيطان طيفي
- الجنس: أنثي

«أختان الظلام» هو الاسم الذي أطلقته تيسا علي السيدة بلاك والسيدة دارك، الشقيقتان اللتان اختطفتهما لتعليمها التغيير، ويزعمون أنهم يبقون شقيقها نات سجينًا أيضًا، ويستخدمن ذلك لتحفيز تيسا. بعد ذلك يخططون لبيعها من اجل الزواج من «الماجستر» حتى يتدخل صائدي الظلال. تُقطع رأس السيدة بلاك، وبذلك يقتلها ويل بينما كان ينقذ تيسا من البيت المظلم. اختفت السيدة دارك، لكنها عادت للظهور في وقت لاحق، وكشفت أن أختها كانت شيطان طيفي ومتحولة. على خلاف تيسا، على أية حال، هي لا تستطيع «أن تصبح» أولئك الذين تتجسدهم. الشيطان الذي كان السيدة دارك تحاول استخدام استحضار الأرواح لإرجاع شقيقتها إلى الحياة.

### البشر
ناثانيال «نايت» جراي
- النوع: إنسان
- الجنس: ذكر
- لون الشعر: أشقر
- العمر: 19

شقيق تيسا الأكبر الساحر الذي بسببه سافرت إلى لندن للعيش معه بعد وفاة خالتهم هارييت. تشعر تيسا بالقلق من اختفائه الغامض، وتطلب المساعدة من صائدي الظلال للمساعدة في العثور عليه. ومع ذلك، فإن الحقيقة وراء اختفائه قد تكون أكثر من قدرة تيسا على التعامل معها. نات بشري طبيعي.
أكسِل مورتماين
- النوع: إنسان
- الجنس: ذكر
- لون الشعر: رمادي
- لون العين: أخضر

 أكسِل مورتماين هو ابن الدكتور هولينجورث مورتماين، الذي أسس شركة تجارية في الصين تتعامل في التوابل، والسكر، والحرير، والشاي، وتقريبًا الأفيون. انتقل أكسِل من شنغهاي إلى لندن بعد عقد من الزمان أو بعد وفاة والده ووراثته اللاحقة من ثروة العائلة. كرجل أعمال فطن باع شركته التجارية واشترى شركة في لندن تقوم بتصنيع المعدات الميكانيكية المستخدمة في الساعات. قام بتسميه كلًا من عمله وشركته مورتماين. 
إيما بايليس
- النوع: إنسانة
- الجنس: أنثي
- لون الشعر: أشقر
- العمر: 14

 كانت الآنسة إيما بايليس فتاة تبلغ من العمر أربعة عشر عامًا تحولت إليها تيسا أثناء حملها لشريط شعرها الوردي. في هيئة إيما، تصفها تيسا بأنها ولدت في تشيبسايد كواحدة من ستة أطفال.كانت تكسب رزقها بالحياكة ليلًا. في ليلة ما تذهب إلي الخارج للخياطة تحت ضوء مصابيح الغاز، وتُقتل. يكتشف جثتها كلًأ من ويل وجيم. يُفترض أن إيما بايليس قد قُتلت على يد أحد أعضاء نادي الضوضاء، ربما علي يد «الماجيستر» نفسه. الدليل علي ذلك أن ويل وجيم يعثران علي سكين محفور عليها ثعبانين (ثعبانين يلتهما ذيلهما).

### الكلايف
الأخ إينوك
- النوع: أخ صامت
- النوع: ذكر

الأخ إينوك هو كائن بلا ندوب علي وجهه، ولديه قدرات خارقة للشفاء. وهو يساعد تيسا وأخاها نات.
فريدريك آشداون
- النوع: صائد ظلال
- الجنس: ذكر

عضو بالكلايف. يساعد في هزيمة دي كوينسي والطاقم.
جورج بينهالو
- النوع: صائد ظلال
- الجنس: ذكر

عضو بالكلايف. يساعد في هزيمة دي كوينسي والطاقم.
ليليان هاي سميث
- النوع: صائدة ظلال
- الجنس: أنثي

عضو بالكلايف. تساعد في هزيمة دي كوينسي والطاقم.
بينديكت لايتوود
- النوع: صائد ظلال
- الجنس: ذكر

عضو بالكلايف. يساعد في هزيمة دي كوينسي والطاقم.
جبريل لايتوود
- النوع: صائد ظلال
- الجنس: ذكر

عضو بالكلايف. يساعد في هزيمة دي كوينسي والطاقم. منافسًا لويل.
العمة كاليدا
- النوع: صائدة ظلال
- الجنس: أنثي

عضو بالكلايف. تساعد في هزيمة دي كوينسي والطاقم.
القنصل وايلاند
- النوع: صائد ظلال
- الجنس: ذكر

يترأس الكلايف. ليس له أي ظهور بالرواية، ولكن يذكر كالشخص الذي كلف تشارلوت برئاسة المعهد.

### العمال
صوفي كولينز
- النوع: إنسانة
- الجنس: أنثي
- المهنة: خادمة

صوفي كولينز هي الخادمة بالمعهد. لديها ندبة علي وجهها بسبب ابن سيدها السابق الذي حاول اغرائها. عندما صدت كل محاولاته رافضًة، هاجمها بسكين ، وأخبرها انه إن لا يستطيع الحصول عليها فسيحرص علي ألا يريدها أحد. هي ودودة جدًا مع أرباب عملها وبالأخص تشارلوت. كما أنها «ملاك» تشارلوت. وقعت صوفي في غرام جايمز كارستايرز. وأصبحت خادمة السيدة ياسمين لافلايس (يالرغم أنهما لا يحبا بعضهما) وتيسا جراي.
أجاثا
- النوع: إنسانة
- الجنس: أنثي
- المهنة: طباخة

أجاثا كانت الطباخة بالمعهد ، وكانت في منتصف العمر ، وشعرها يشيب. توفيت أجاثا عندما طعنها مخلوق ساعة آلية خلال غزوة علي المعهد. 
توماس
- النوع: إنسان
- الجنس: ذكر
- المهنة: سائق ، محارب

كان توماس يعمل بأكثر من مهنة في المعهد. كان يكن مشاعر لصوفي ، ولكن هذه المشاعر لم تكن متبادلة. توفي في سبيل حماية المعهد في ذات الغزو الذي توفيت فيه أجاثا.
ميراندا
- النوع: آلية
- الجنس: أنثي
- المهنة: خادمة

ميراندا مخلوقة آلية ، وكانت تعمل لأختان الظلام.

## الغلاف
يتضمن الغلاف ويليام هيروندايل وقلادة الملاك الخاصة بتيسا. كما يعرض توماس الذي كان رجل الساعة في معهد لندن.

## يتتبعه
يعرف الكتاب التابع لملاك آلي بعنوان أمير آلي. صدر هذا الكتاب في ديسيمبر لعام 2011. يعرف الكتاب الثالث في سلسلة الأجهزة الجهنمية بعنوان أميرة آلية، وصدر في التاسع عشر من مارس لعام 2013.

## الجوائز
حاز ملاك آلي في السابع عشر من أكتوبر عام 2011 علي المنصب الأول في قائمة المراهقين لأفضل 10 في 2011 التابعة لرابطة خدمات المكتبة للشباب البالغين. وبذلك تغلب علي اعجاب كتاب الطائر المحاكي لسوزان كولينز ، وكتاب تعالت الأصوات لبيكا فيتسباتريك. قامت كاسندرا كاير بتصوير مقطع فيديو تشكر فيه معجبيها الذين قاموا بالتصويت.

## روابط خارجية
- Mortal Instruments
- The Infernal Devices نسخة محفوظة 18 أكتوبر 2016 على موقع واي باك مشين.